# Lasse Kramhøft
Lasse "Pilfinger" Kramhøft (født 5. august 1978) er en dansk musikproducer inden for hiphop, Urban og Club & Pop. Han har produceret for en lang række danske kunstnere, blandt andet Johnson, Bikstok Røgsystem, U$O, Niarn, L.O.C. TopGunn, Kidd, Pharfar, Xander, Nabiha, Outlandish, Barbara Moleko & Raske Penge.

## Opvækst
Lasse Kramhøft boede i Jylland de første år af sit liv, men flyttede i 1985 som 6-årig med familien til Bandholm på Lolland. Han gik på Bandholm og Østofte Skoler og siden på Maribo Gymnasium, hvorfra han blev student i 1998. Derefter påbegyndte han sin karriere som musikproducer i hiphop-miljøet.

## Musikkarriere
Kramhøft fik sit store gennembrud i Danmark med den danske rapper Johnson i 2005, som han var hovedproducer for, og de to høstede bunkevis af Awards bl.a. en DMA/GRAMMY for "Årets HipHop-udgivelse". Herefter blev Pilfinger selv indstillet til Årets producer i DDJA i 2007 og vandt den prestigefyldte titel "Årets Producer" til Danish DeeJay Awards 2014.
Pilfinger har været med til at skabe succesen bag Xander (sanger), og har produceret for navne som Kidd, Wafande, Barbara Moleko, Marie Key, Raske Penge, Natasja, Bikstok Røgsystem & Outlandish. Han har solgt 3 gange platin på albums, 4 gange guld og haft 4 platinsingler.
Pilfinger fik sit internationale gennembrud i 2009 med American Idol vinderen Jordin Sparks med sangen "SOS / Let the Music Play", som han producerede sammen med Cutfather. Nummeret gik #1 på den amerikanske Billboard.
Senest har Pilfinger med sit eget orkester/duo Djämes Braun blandt andet udgivet dancehall-tracket "Duft af Ba-cone". Bandet vandt P3's konkurrence KarriereKanonen. Første single blev et af sommeren 2012 største hits, og de har med anden single ligget nummer et på flere radiostationer. Sidste single ”Nethinde” blev P3s Uundgåelige.
Siden starten af Djämes Braun er alle singler gået guld eller platin. De har streamet mere end 60 millioner på spotify og har over 30 millioner afspilninger på youtube. Pilfinger har ydermere produceret Pharfars "Lad mig Rulle Dig", KIDDs "Ryst Pagne" samt Topgunns "MKISPEPMELR" og "Kongens Have".
For tiden pendler Pilfingeren mellem Danmark og USA, hvor han bl.a producerer og skriver sange med American Idol-dommeren Randy Jacksons kunstnere og arbejder i Jay-Z's Roc Nation Camp.
Foruden selv at producere musik er han indehaver af musikstudiet Glamour Hotel i København.
I et samarbejde med amerikanske Randy Jackson har han produceret nummeret "Who The F*** Do You Think I Am" for den amerikanske pigegruppe Brunette, Jackson Guthys "Something Beautiful" og Grace Valeries "I Don't wanna be waiting".